# Station Argenteuil
Station Argenteuil is een spoorwegstation aan de spoorlijnen Paris-Saint-Lazare - Ermont-Eaubonne en Paris-Saint-Lazare - Mantes-Station via Conflans-Sainte-Honorine. Het ligt in de Franse gemeente Argenteuil in het departement Val-d'Oise (Île-de-France).

## Geschiedenis
Het station opende in 1863. Tussen 1988 en 2006 werd het station aangedaan door de RER C, welke dit station als eindpunt hadden. Daarna is die dienst gedeeltelijk overgenomen door een directe verbinding tussen Paris-Saint-Lazare en Ermont - Eaubonne.

## Ligging
Het station ligt op kilometerpunt 9,900 van de spoorlijnen Paris-Saint-Lazare - Ermont-Eaubonne en Paris-Saint-Lazare - Mantes-Station via Conflans-Sainte-Honorine.

## Diensten
Het station wordt aangedaan door verschillende treinen van Transilien lijn J:
- Tussen Paris Saint-Lazare en Pontoise, waarvan sommige treinen doorrijden naar Gisors-Embranchement
- Tussen Paris Saint-Lazare en Mantes-la-Jolie over de noorderoever van de Seine
- Tussen Paris Saint-Lazare en Ermont - Eaubonne

## Vorige en volgende stations
| Richting                                        | Vorig station                         | Lijn    | Volgend station    | Richting           |
| ----------------------------------------------- | ------------------------------------- | ------- | ------------------ | ------------------ |
| Pontoise (Gisors-Embranchement) Mantes-la-Jolie | Val d'Argenteuil La Frette - Montigny | Trans J | Paris-Saint-Lazare | Paris-Saint-Lazare |
| Ermont-Eaubonne                                 | Sannois                               | Trans J | Le Stade           | Paris-Saint-Lazare |